# Stojko Drušković
Stojko Drušković (? – 1424.–26.) bio je hrvatski slikar.
Između 1370. i 1371. učio je zanat dubrovačkoj radionici štitara Franje Nanijeva iz Bologne. Nakon toga nema podataka o njemu sve do 1389. kada stupa u službu Dubrovačke Republike s Ivanom iz Venecije. Oni su se obvezali izrađivati škrinje i štitove. Godine 1390. dobiva kuću i dućan uz obvezu da drži u službi jednog majstora štitara i škrinjara. U radu se bavio oslikvanjem namještaja, drvenih predmeta i štitova.
Imao je učenike Živka (sin Slavka Bogojevića) i Miltoša (sin Dubraveca Bogojevića). Posljednji se put spominje 1426. godine.